# Cimpaeun
Cimpaeun is een bestuurslaag in het regentschap Depok van de provincie West-Java, Indonesië. Cimpaeun telt 20.264 inwoners (volkstelling 2010).